# Daniel Blanch
Pour les articles homonymes, voir Blanch.
Daniel Blanch (Barcelone, 30 octobre 1974) est un pianiste espagnol.

## Biographie
Daniel Blanch effectue ses études musicales avec Maria Canals et Raquel Millàs à l'Académie de Musique “Ars Nova” de Barcelone et obtient son diplôme de Piano. Il se perfectionne auprès de Maria Typo, Ramón Coll, Alicia de Larrocha, Josep Colom et Alberto Portugheis. Plus tard, il élargit son répertoire pendant cinq ans avec la pianiste Brigitte Engerer.
En 1999, il remporte un prix dans la série « El Primer Palau » (deuxième prix) et en 1993 et 2004 reçoit une médaille à l'unanimité au Concours International Maria Canals de Barcelone.
En tant que concertiste, il s'est produit au Musikverein de Vienne, à l'église St. James's de Londres, Salle Witold Lutoslawski de la radio de Pologne à Varsovie, l'Auditorium Manuel de Falla de Grenade, au Palais de la musique catalane à Barcelone entre autres. Il a collaboré avec l'Orchestre symphonique national de Cuba, l'Opéra et philharmonie Podlaska, le Symphonique de Xalapa, Symphonique de Varsovie et l'Orchestre de chambre de Prague. Depuis 2002, il forme un duo régulier avec la violoniste polonaise Kalina Macuta.
Daniel Blanch a réalisé de nombreux enregistrements pour divers labels discographiques. Depuis quelques années, il s'est consacré plus particulièrement à la diffusion de concertos pour piano et orchestre peu connus de compositeurs espagnols, tels que Joaquín Nin-Culmell, Carlos Surinach, Ricardo Lamote de Grignon ou Manuel Blancafort.

## Discographie
- Robert Schumann, Études symphoniques op. 13, Romanza op. 28 nº 2, Carnaval de Vienne op. 26 (2002, Ars Harmonica) 431451922
- Fantaisies - Mozart et Schubert, Fantaisies K 396,397 et 457 ; Fantaisies D.993 et 760 (juin 2004, Ars Harmonica) (OCLC 920854942)
- Joaquín Nin Culmell, Concerto pour piano et orchestre en do majeur ; Xavier Montsalvatge,  Concierto Breve - Orchestre symphonique national de Cuba, dir. Enrique Pérez Mesa (2005, Columna Música) (OCLC 796327894)
- Carlos Suriñach, Concerto pour piano et orchestre, Concertino pour piano, cordes et cymbales, Double concertino pour violon, piano et ensemble de chambre - Kalina Macuta, violon, Sinfonia Varsovie, dir. Jacek Kaspszyk (23-25 octobre 2006, Columna Música) (OCLC 166399757)
- Ludwig von Beethoven, Sonates pour violon nº 9 et nº 5 « le printemps » - Kalina Macuta, violon (12-13 août 2008, Columna Música) (OCLC 733207798)
- Concert Ibèric : Manuel Blancafort, Concerto pour piano et orchestre nº 2 « Ibérique » ; Ricard Lamote de Grignon, Tríptico de la piel de toro - Podlasie Philharmonic Orchestra, dir. Marcin Nalecz Niesiolowski (20/22 décembre 2008, Columna Música) (OCLC 740359498)
- Ricard Lamote de Grignon, Tríptico de la piel de toro - Podlasie Philharmonic Orchestra / Marcin Nalecz Niesiolowski (Columna Música 204)
- Miniatures Catalanes : Mompou, Blancafort, Cassadó, Buxó, Massià, Montsalvatge… - Kalina Macuta violon (17-19 mars 2009, 2CD Columna Música 274) (OCLC 804750286)
- Josep Martí i Cristià, Œuvres pour piano (11/13 octobre 2010, La mà de guido 2102) (OCLC 804724899)
- Joan Manén, Œuvres pour violon et piano, vol. 1 - Kalina Macuta violon (2012/2013, La mà de guido 2120) (OCLC 862151502)
- Brahms & Bartók, Sonates pour violon et piano - Kalina Macuta, violon (2007, Le Far Blau 021 / Limit Records) (OCLC 933298686)